# Lemnalia longiramus
Lemnalia longiramus is een zachte koraalsoort uit de familie Nephtheidae. De koraalsoort komt uit het geslacht Lemnalia. Lemnalia longiramus werd in 1969 voor het eerst wetenschappelijk beschreven door Verseveldt. 